# Новоніколаєвка (Стерлібашевський район)
Новонікола́євка (рос. Новониколаевка, башк. Яңы Николаевка) — присілок у складі Стерлібашевського району Башкортостану, Росія. Входить до складу Бакеєвської сільської ради.
Населення — 71 особа (2010; 107 в 2002).
Національний склад:
- росіяни — 88%